# Інгібйорг Йонсдоттір
Інгібйорг Йонсдоттір (24 жовтня 1993) — ісландська плавчиня. Учасниця Чемпіонату світу з водних видів спорту 2017, де в попередніх запливах на дистанції 50 метрів на спині посіла 26-те місце і не потрапила до півфіналу. Учасниця Чемпіонату світу з плавання на короткій воді 2018 на дистанції 50 метрів вільним стилем.